# Supposed Former Infatuation Junkie
Supposed Former Infatuation Junkie — четвертый альбом Аланис Мориссетт, вышел 3 ноября 1998 года.

## История создания
После огромного успеха Jagged Little Pill Аланис Мориссетт стала одной из самых крупных звезд в шоу-бизнесе, поэтому многие ожидали следующего альбома. Загадочность Supposed Former Infatuation Junkie начинается с обложки, на которой поверх фотографии смеющейся Мориссетт наложен следующий текст (Восемь священных заповедей Буддизма):

We ask you to abide
by the following
moral code upon
the premises.
Please refrain from
killing
stealing
sexual misconduct
taking intoxicants
playing, music, singing
please dress respectfully.

Альбом также стал неординарным, так как во многих песнях не было хуков или припевов. Такие песни, как «Front Row», «The Couch» и «I Was Hoping», не соответствовали стандартной песенной форме.
Мориссетт написала «Thank U» и «Baba» после поездки в Индию. Героиня последней песни едет в Индию на духовное странничество, где сталкивается с гуру под именем «Baba» (в переводе с хинди — «Отец»). Большинство концертов времен 1998—2002 Мориссетт начинала с этой песни, но сейчас она редко исполняется. С этой песни также началось шоу Alanis Unplugged, однако в альбом она не вошла. Другая версия «Baba» была включена в сборник No Boundaries: A Benefit for the Kosovar Refugees.

## Отзывы
Первый сингл с Supposed Former Infatuation Junkie — «Thank U» — был выпущен в октябре 1998 года и занял устойчивую позицию из-за всеобщего ожидания нового альбома. Однако многие критики и поклонники, привыкшие к устоявшемуся ярлыку «злой белой женщины» (подпись «Angry White Female» сопровождала Мориссетт на её первой обложке Rolling Stone), были удивлены спокойствием песни. Supposed Former Infatuation Junkie был выпущен в ноябре и в первую же неделю продаж занял возглавил Billboard 200; всего за 7 дней было продано 470 тысяч копий, и это был рекорд того времени для исполнителя-женщины. Бритни Спирс побила этот рекорд через два года с альбомом Oops!... I Did It Again, который был продан тиражом 1.3 млн копий за неделю. Альбом продержался вторую неделю на первом месте, однако вскоре начал медленно терять позиции. После 28 недель альбом покинул чарт; на 2008 год было зафиксировано 2.602.000 проданных копий в США.
«Joining You», хотя не был выпущен в США, занял хорошую позицию в чарте Modern Rock Tracks; песня была выпущена вторым синглом в Великобритании и Европе. «Unsent», второй сингл в США, не попал в топ-40 Billboard Hot 100. Третий сингл — «So Pure» — попал в топ-40 чарта UK Singles Chart и был популярным на радиостанциях США, но не в 
Billboard Hot 100.
«Thank U» была номинирована на «Грэмми» в категории «Лучшее женское вокальное исполнение в стиле поп», «So Pure» — в категории «Лучшее женское вокальное исполнение в стиле рок». Альбом получил награду «Juno» в номинации «Альбом года».
Также Аланис решила добавить в альбом песню «Can't Not», которую сочинила ещё во времена тура Jagged Little Pill.

## Список композиций
1. «Front Row» — 4:12
2. «Baba» — 4:28
3. «Thank U» — 4:17
4. «Are You Still Mad» — 4:03
5. «Sympathetic Character» — 5:11
6. «That I Would Be Good» — 4:16
7. «The Couch» — 5:23
8. «Can't Not» — 4:35
9. «UR» — 3:30
10. «I Was Hoping» — 3:49
11. «One» — 4:39
12. «Would Not Come» — 4:04
13. «Unsent» — 4:09
14. «So Pure» — 2:50
15. «Joining You» — 4:24
16. «Heart of the House» — 3:45
17. «Your Congratulations» — 3:54
18. «Uninvited» (демо)— 3:02[3]

## Демо-версии песен
За последние годы в интернете были найдены несколько демо-версий:
- «Thank U» (с дополнительными куплетами)
- «Unsent» (в очень плохом качестве; с ещё двумя куплетами и другими именами)
- «That I Would Be Good» (с увеличенным соло флейты и необработанным вокалом, а также другим текстом)
- «Can't Not» (30-секундный отрывок из DVD Jagged Little Pill, Live)
- «Uninvited» (только пианино и вокал; официально издан в качестве би-сайда сингла «Thank U»)